# Teretiopsis nodicarinatus
Teretiopsis nodicarinatus é uma espécie de gastrópode do gênero Teretiopsis, pertencente a família Raphitomidae.